# 제1군단 (독일-네덜란드)
제1(독일-네덜란드)군단(1 (German/Netherlands) Corps)은 독일과 네덜란드의 연합군단이자, 북대서양 조약 기구의 고강도 대응군이다. 12개 국가에서 차출된 대원들로 편성되어 있다. 표어는 "Communitate Valenmus→영어: Together we are strong →결합된 공동체".

## 참가국
독일과 네덜란드가 주축이 된 군단 본부이지만, 북대서양 조약 기구와 유럽 연합의 참가국 중에서 벨기에, 체코 공화국, 프랑스, 그리스, 이탈리아, 노르웨이, 스페인, 터키, 영국, 미국의 장병들이 참여하고 있다.

## 역사
1991년, 독일과 네덜란드 국방부 장관은 각국의 군단 본부 하나를 합쳐서 두국가의 군단 본부로 만드는 상호방위협약을 맺었다. 시간을 들여 1995년 8월 30일에 뮌스터의 독일 육군 제1(I)군단 본부와 네덜란드 육군 제1군단 본부를 합쳤다. 

## 구조

### 지휘부
- 군단장
- 부군단장
- 참모장
- 주임원사

### 부대
- 간부지원대대 - 독일 뮌스터
- 통신정보체계대대 (CIS) - 네덜란드 Eibergen, Garderen

### 지휘계층
- 독일 육군 : 육군청, 1995년 8월 30일
- 네덜란드 육군: 육군본부(혹은 지상군 본부), 1995년 8월 30일
- 북대서양 조약 기구: 나폴리 NATO 연합합동군사령부(JFC 나폴리), 2004년

## 연습
- Exercise QUICK SWORD 2013

## 같이 보기
- 독불여단

## 참고
- “1st German Netherlands Corps (1GNC)”. 《www.usanato.army.mil》 (영어). 2018년 5월 6일. 2020년 10월 19일에 원본 문서에서 보존된 문서. 2020년 10월 5일에 확인함.